# اس‌ام یو-۹۳
اس‌ام یو-۹۳ (به انگلیسی: SM U-93) یک زیردریایی بود که طول آن ۷۰٫۶۰ متر (۲۳۱٫۶ فوت) بود. این زیردریایی در سال ۱۹۱۶ ساخته شد.